# Adele
Adele Laurie Blue Adkins, més coneguda pel nom artístic d'Adele (anglès: Adele Laurie Blue Adkins MBE) (pronunciació en : /əˈdɛl/) (Tottenham, 5 de maig de 1988), és una cantant i compositora anglesa de soul, pop, blues i jazz, guanyadora de deu premis Grammy, quatre Brit Awards, un Golden Globe i un Oscar, entre d'altres.

## Primers anys i educació
Adele Laurie Blue Adkins va néixer el 5 de maig de 1988 al barri londinenc de Tottenham, de mare anglesa, Penny Adkins, i pare gal·lès, Marc Evans. Evans va marxar quan Adele tenia 2 anys, i va ser criada per la seva mare. Va començar a cantar als 4 anys i afirma que es va obsessionar amb les veus. El 1997, Adele, de 9 anys, i la seva mare, que llavors havia trobat feina com a fabricant de mobles i organitzadora d'activitats d'aprenentatge per a adults, es van traslladar a Brighton, a la costa sud d'Anglaterra.
El 1999, ella i la seva mare es van mudar de nou a Londres; primer a Brixton i després al barri veí de West Norwood, al sud de Londres, que és el tema de la seva primera cançó "Hometown Glory". Va passar gran part de la seva joventut a Brockwell Park, on tocava la guitarra i cantava per als seus amics, cosa que va recordar a la seva cançó de 2015 "Million Years Ago". Va afirmar: "Té moments força monumentals de la meva vida que he passat allà, i vaig passar per davant [el 2015] i literalment em vaig posar a plorar. Ho trobava molt a faltar". Adele es va graduar a la BRIT School for Performing Arts & Technology de Croydon el maig de 2006, on va ser companya de classe de Leona Lewis i Jessie J. Adele atribueix a l'escola haver alimentat el seu talent encara que, en aquell moment, estava més interessada a dedicar-se als artists and repertoire (A&R) i esperava llançar les carreres d'altres persones.

## Biografia
Va créixer sent filla d'una mare soltera. Des de ben petita es va començar a interessar pel món de la música, de fet va participar en la presentació del seu curs al seu col·legi cantant la cançó «Rise» de Gabrielle. A poc a poc va adquirir influències d'altres artistes com Ella Fitzgerald.
Es va graduar el maig de 2006 al Brit School of Performing Arts of Croydon, el mateix lloc on van estudiar altres estrelles com Amy Winehouse i Leona Lewis. Un mes més tard va publicar dues cançons en una pàgina web d'arts escèniques i va començar una petita gira pel Regne Unit amb músics com Jack Peñate, un bon amic seu, Jamie T, Devendra Banhart o Karen Ann, entre d'altres. Un dels seus primers èxits, Hometown glory, va ser llançat a finals del 2007 en un vinil d'edició limitada, firmant per la discogràfica Peacemaker Recordings. En veure el seu potencial no va trigar a firmar un contracte discogràfic amb la independent XL Recordings. El seu segon senzill, Chasing Pavements, un altre dels seus èxits', va guanyar el premi Grammy a la millor interpretació vocal de pop femení. Adele va cridar l'atenció de ràdios i mitjans de comunicació que la van convidar a interpretar les seves cançons en directe.

## Àlbum19
El nom de l'àlbum prové de l'edat que tenia quan va publicar l'àlbum, o sigui als 19 anys. Preguntant-li d'on surt aquest nom, diu: «Només recordo haver-me convertit una mica més dona en aquell temps. Crec que això està definitivament documentat en les cançons…». Aquest àlbum va ser publicat el 28 gener de 2008 i el 20 de juny del mateix any ja era Disc d'or.
El 2011 s'havien venut 6,5 milions de còpies d'aquest disc. Les cançons que han tingut més èxit a nivell mundial han estat: Chasing Pavements, el seu primer senziill, Make You Feel My Love, una adaptació de la cançó de Bob Dylan i Hometown Glory, que ha aparegut diverses vegades en series de televisió com Skins, Anatomia de Grey, etc.
Els membres del grup que participen en aquest àlbum són: Adele (vocal i guitarra), Matt Allchin, Ben Thomas, Michael Tighe, Ben Thomas (guitarrista), Neil Cowley (pianista), Jason Silver (teclat), Sam Koppelman (carilló), Tom Driessler (baix i pandereta), Stuart Zender (baix), Seb Rochford, Louis "Kayel" Sharpe, Pete Biggins, Louis Sharpe(bateria), Liam Howe (programador), Jack Peñate, Life Gospel Choir (duo de vocals format per dues noies.
Les cançons que apareixen en aquest àlbum són:
Cançons de l'àlbum 19
1. Daydreamer (3:41)
2. Best for Last (4:19)
3. Chasing Pavements (3:31)
4. Cold Shoulder (3:12)
5. Crazy for You (3:28)
6. Melt My Heart To Stone (3:24)
7. First Love (3:10)
8. Right as Rain (3:17)
9. Make You Feel My Love (3:32)
10. My Same (3:16)
11. Tired (4:19)
12. Hometown Glory (4:31)

## Àlbum21
És el segon àlbum que va publicar, a principis del 2011. El nom d'aquest àlbum representa l'edat a la que l'Adele va començar a escriure les cançons del disc. Va rebre molt bones crítiques, sobretot a la impressionant veu que demostra tenir en aquest àlbum. Se'n van vendre 208.000 còpies durant la primera setmana. N'ha venut sis milions de còpies als Estats Units durant l'any 2011, aquest fet el converteix en el disc més venut d'aquell any, i a Mèxic va ser Disc d'or.
Aquest àlbum va ser escollit com al millor del 2011 per la revista Rolling Stone. Això qualifica aquest àlbum com un gran triomf de la cantant, sobretot Rolling in the Deep.
Cançons de l'àlbum 21
1. Rolling in the Deep (3:48)
2. Rumour Has It (3:43)
3. Turning Tables (4:10)
4. Don't You Remember (4:03)
5. Set Fire to the Rain (4:02)
6. He Won't Go (4:38)
7. Take It All (3:38)
8. I'll Be Waiting (4:01)
9. One and Only (5:48)
10. Lovesong (5:16)
11. Someone Like You (4:45)

## Skyfall
El 5 d'octubre de 2012 es va publicar el senzill que la cantant va compondre per la pel·lícula Skyfall. La va escriure conjuntament amb en Paul Epworth i va aconseguir vendre'n 261.000 còpies als Estats Units en només 3 dies. Skyfall va ser la primera composició de totes les pel·lícules de la saga James Bond en debutar al Top 10 de la llista Billboard. A més, des del 1981 que una cançó de les pel·lícules de l'agent 007 no estava nominada a Millor Cançó Original als Oscars (en aquella ocasió la cançó era de la pel·lícula «For your eyes only»).
La cançó no només ha estat un èxit de crítica i vendes, també ha rebut molts reconeixements internacionals. El 13 de gener de 2013 va ser la guanyadora de la Millor Cançó Original a la 70a edició dels Golden Globes. També va ser la guanyadora, en la mateixa categoria, de la 85a edició dels Oscars.

## ÀlbumSkyfall
Cançons de l'àlbum Skyfall:
1. Skyfall (4:47)

## Àlbum25
Cançons de l'àlbum 25
1. Hello (4:55)
2. Send My Love (To Your New Lover) (3:43)
3. I Miss You (5:48)
4. When We Were Young (4:50)
5. Remedy (4:05)
6. Water Under the Bridge (4:00)
7. River Lea (3:45)
8. Love in the Dark (4:45)
9. Million Years Ago (3:47)
10. All I Ask (4:31)
11. Sweetest Devotion (4:12)

## Àlbum30
Cançons de l'àlbum 30
1. Strangers by Nature (3:02)
2. Easy on Me (3:44)
3. My Little Love (6:29)
4. Cry Your Heart Out (4:15)
5. Oh My God (3:45)
6. Can I Get It (3:30)
7. I Drink Wine (6:16)
8. All Night Parking (with Erroll Garner) (Interlude) (2:41)
9. Woman like Me (5:00)
10. Hold On (6:06)
11. To Be Loved (6:43)
12. Love Is a Game (6:43)

## Guardons
Premis
- 2009: Grammy al millor nou artista